# Renate Böschenstein-Schäfer
Renate Böschenstein-Schäfer (* 22. Oktober 1933 in Düsseldorf; † 25. Juni 2003 in Siggen, Ostholstein) war eine schweizerisch-deutsche Literaturwissenschaftlerin, Universitätsdozentin und Übersetzerin.

## Leben
Renate Schäfer wuchs in Hilden auf. Sie machte 1953 in Solingen Abitur und studierte anschließend in Bonn und Tübingen Germanistik, Latein und Philosophie. Sie schloss das Studium 1958 mit einer von Werner Betz betreuten Dissertation über die Rolle der Negation in der Sprache der Barockdichtung ab. Von 1958 bis 1964 war sie Assistentin für deutsche Literaturwissenschaft bei Hans-Egon Hass an der Freien Universität Berlin. Von 1969 bis 1998 unterrichtete sie an der Seite ihres Ehemannes Bernhard Böschenstein an der Universität Genf, zunächst als Lehrbeauftragte, zuletzt als Titularprofessorin.

## Forschungsschwerpunkte
Psychoanalyse und Literatur; Idyllendichtung; Rezeption der Antike und antiker Mythen in der modernen Literatur; Realismus (insbesondere Fontane); Lyrik: Hölderlin, Droste-Hülshoff, Celan.

## Werke

### Monographien
- Die Negation als Ausdrucksform, mit besonderer Berücksichtigung der Sprache des Angelus Silesius. Diss.phil. Bonn 1959.
- Idylle. Stuttgart 1967, 2. Aufl. Stuttgart 1977 (=Sammlung Metzler. Realien zur Literatur, Bd. 63).
- Verborgene Facetten. Studien zu Fontane. Hg. von Hanna Delf von Wolzogen und Hubertus Fischer. Würzburg 2006.
- Idylle, Todesraum und Aggression. Beiträge zur Droste-Forschung. Hg. von Ortrun Niethammer. Bielefeld 2007.

### Herausgeberschaften
- Doppelgänger. Phantastische Geschichten. München 1987.

Eine vollständige Bibliographie der Publikationen Renate Böschenstein-Schäfers bis 1998 findet sich in dem Buch: Antiquitates Renatae. Deutsche und französische Beiträge zur Wirkung der Antike in der europäischen Literatur. Festschrift für Renate Böschenstein zum 65. Geburtstag. Hg. von Verena Ehrich-Haefeli, Hans-Jürgen Schrader und Martin Stern. Würzburg 1998.
Ein Teil-Nachlass Renate Böschensteins zur Fontane-Forschung liegt im Theodor-Fontane-Archiv in Potsdam. Ein zweiter Teil befindet sich als Kryptonachlass im Nachlass Bernhard Böschenstein im Schweizerischen Literaturarchiv in Bern.